# Usine sidérurgique de Rio de Janeiro
ThyssenKrupp CSA
Ternium Brasil
L'usine sidérurgique de Rio de Janeiro, actuellement nommée Ternium Brasil est un complexe sidérurgique situé dans le quartier Santa Cruz, à l'ouest de Rio de Janeiro, au Brésil. L'usine est construite et mise en route par ThyssenKrupp en 2010 sous le nom de ThyssenKrupp Companhia Siderúrgica do Atlântico (ThyssenKrupp CSA), puis est revendue en 2017 à Ternium.
Conçue comme un complexe intégré moderne d'une capacité de 5 Mt/an de brames, l'usine fait partie d'un plan d'investisement ambitieux mené à la fin des années 2000 par ThyssenKrupp, afin d'élargir son assise internationale. Mais cette stratégie est victime de surcoûts de construction, de problèmes techniques, d'un environnement économique et des taux de changes défavorables : après de lourdes pertes, ThyssenKrupp est contraint de se séparer des usines qu'il vient de construire. L'usine CSA est rachetée en 2017 par le groupe argentin Ternium pour moins de 1/5 du coût de construction.

## Histoire
En 2005, porté par une conjoncture très favorable, ThyssenKrupp décide de s'implanter sur le continent américain en construisant deux usines ultra-modernes : une usine transformant le minerai de fer en brames au Brésil, et une autre laminant ces brames en tôle de haute qualité dans le sud des États-Unis, à Calvert, en Alabama. En construisant deux usines distinctes, l'investissement optimise les flux logistiques : une usine est près des riches gisements de minerais de fer brésiliens, et l'autre bénéficie des prix de ventes américains, plus intéressants qu'en Europe. Mais l'usine brésilienne est aussi conçue pour approvisionner le marché européen.
Le contexte politique est également favorable : le président de l'époque, Luiz Inácio Lula da Silva, en particulier lors du second mandat de sa première présidence, prône un retour aux grands travaux d'infrastructures sociales, urbaines, logistiques et énergétiques au Brésil. Cette politique, que le sénateur Aloizio Mercadante, appelle « le nouveau développementalisme brésilien », considère l'installation d'un complexe sidérurgique à Rio de Janeiro comme l'archétype du projet industriel à encourager. De plus, le quartier Santa Cruz, avec un Social Progress Index de 0,527, est parmi les plus pauvres des 162 quartiers composant la ville de Rio de Janeiro.
L’étude d’opportunité est confiée à la société de conseil McKinsey. Celle-ci estime les coûts de construction de l’usine à 1,9 milliard d’Euros, et ceux de production des brames à 55 $/t moins cher qu’en Allemagne,. L'usine est dimensionnée pour une production de 5,5 Mt/an de brames d'acier pour l'exportation vers les États-Unis et l'Europe,. La cokerie est construite par la société chinoise CITIC, malgré le fait que ThyssenKrupp dispose de la compétence d'Uhde GmbH, une filiale spécialisée dans l’ingénieurie industrielle et compétente dans la construction de cokerie.
Mais le coût de construction final quadruple, jusqu'à atteindre 8 milliards d’Euros et, en 2012, les brames issues de l'usine coûtent environ 170 $/t de plus que celles fabriquées en Allemagne,. En 2012, l'usine n'a pas encore démarré à pleine capacité en raison de problèmes techniques. La mise en œuvre du projet est un échec : entre des coûts de construction explosant de presque 80 % par rapport aux prévisions, des problèmes techniques, une situation économique de la région dégradée, des taux de changes fluctuant fortement, l'expérience ne sera jamais rentable. En 2012, Thyssenkrupp décide de mettre en vente les deux usines. Il vend en 2014 celle de l'Alabama à un consortium composé d'ArcelorMittal et de Nippon Steel pour 1,5 milliard de dollars. La vente de l'usine brésilienne s'avère nettement plus délicate : Thyssenkrupp est contraint de racheter au préalable les parts du copropriétaire (26,7 % rachetés 1 € ), le brésilien Vale, afin d'assainir la situation. Puis en 2017, il s'accorde avec l'argentin Ternium pour lui revendre l'usine 1,5 milliard de dollars.
|           | Brames (Mt)       |
| --------- | ----------------- |
| 2010-2011 | 2,8               |
| 2011-2012 | 3,35              |
| 2012-2013 | 3,6               |
| 2013-2014 | 4,1               |
| 2014-2015 | 4,0               |
| 2015-2016 | 4,3 (4,2 en 2016) |
| 2016-2017 | 4,3 (4,5 en 2017) |
| 2018      | 4,6 ,             |
| 2019      | 4,4               |
| 2020      | 4,1               |
| 2021      | 4,5               |
| 2022      | 4,4               |
| 2023      | 4,4               |

En cumulant les surcoûts de construction avec ceux liés au démarrage, les pertes de ThyssenKrupp s'élèvent à 12 milliards d'euros. Avec la prise en compte de la vente des usines aux États-Unis et au Brésil, ainsi que de la participation financière de Vale, le résultat net de l'aventure américaine est une perte d'environ 8 milliards d'euros.
Fragilisé, Thyssenkrupp tente alors de fusionner avec Tata Steel tout en relaçant ses activités non sidérurgiques.

## Outil industriel
L'usine est le plus important investissement privé jamais réalisé au Brésil. Le complexe comprend un port (composé d'une estacade d'accès de 4 km et d'un quai de 700 m), une cokerie, une usine d'agglomération, deux hauts fourneaux, une aciérie à oxygène, deux coulées continues et une centrale thermique. La cokerie a une capacité annuelle de 2 Mt de coke et l'usine d'agglomération est dimensionnée pour 5,7 Mt/an de minerai de fer aggloméré. Deux hauts fourneaux, chacun d'un volume interne de 3 300 m3 (12 m de diamètre au creuset), peuvent produire 5,7 Mt de tonnes de fonte brute par an. L'aciérie opère 2 convertisseurs de 330 t, avec toutes les installations métallurgiques secondaires pour des aciers de qualité. Avec les 2 coulées continues, elle peut produire 5 Mt de brames par an. La centrale thermique a une capacité de 490 MW et valorise les gaz cokerie, de haut fourneau et de convertisseur.
La vente de l'usine, effective le 7 septembre 2017, permet à Ternium de renforcer son intégration verticale. En effet, en 2016, le groupe avait acheté 5,7 Mt de brames à des tiers afin d'alimenter son carnet de commande de 9,8 Mt d'acier laminé. Par ailleurs, l'usine est associée à un contrat de fourniture de 2 Mt/an brames, valable jusqu'en 2019, pour l'usine américaine de Calvert opérée par ArcelorMittal et Nippon Steel.